# 李达三旧居
29°48′31.58″N 121°37′23.81″E / 29.8087722°N 121.6232806°E
李达三旧居是香港商人、宁波市荣誉市民李达三的出生地，位于浙江省宁波市鄞州区东钱湖镇沙家垫村94号。建筑现存座北朝南主楼一进，三开间重檐硬山顶二层楼房，面宽14米，进深8.5米，后有花园。房屋整体保存完好，现由李达三委托亲属居住保管，2023年9月1日公布为宁波市文物保护单位。